# Liste der JJA-Awards-Sieger der 2010er Jahre
Die Liste der JJA Awards der 2010er Jahre führt alle Preise (Jazz Awards) auf, die von der US-amerikanischen Jazz Journalists Association ab 2010 vergeben wurden, unterteilt in Musiker- und Jazz-Journalismus-Kategorien. Die JJA Awards des Jahres 2012 wurden im Juni vergeben.

## Kategorie der Jazzmusiker

### Preis für das Lebenswerk (Lifetime Achievement)
- 2000: Jamey Moody
- 2011: Jimmy Heath
- 2012: nominiert: Muhal Richard Abrams, Ron Carter, Wayne Shorter, Horace Silver; Preisträger: Horace Silver
- 2013: nominiert: Muhal Richard Abrams, McCoy Tyner, Randy Weston und Wayne Shorter[5] Preisträger: [6] Sieger: Wayne Shorter
- 2014: Muhal Richard Abrams, Herbie Hancock, Phil Woods, Randy Weston[7] Sieger: Herbie Hancock
- 2015: Randy Weston[8]
- 2016: nominiert: Bucky Pizzarelli, Charles Lloyd, Chick Corea, Bobby Hutcherson, Henry Threadgill.[9] Sieger: Henry Threadgill[10]
- 2017: McCoy Tyner[11]
- 2018: Nominiert: Ahmad Jamal, Charles Lloyd, Benny Golson. Sieger: Benny Golson
- 2019: Nominiert: Ron Carter, Chick Corea, Ahmad Jamal, Harold Mabern, Pharoah Sanders. Sieger: Ahmad Jamal[12]

### Musiker des Jahres (Musician of the Year)
- 2000: Vijay Iyer
- 2011: Sonny Rollins
- 2012: nominiert: Ambrose Akinmusire, Vijay Iyer, Joe Lovano, Christian McBride, Sonny Rollins; Preisträger: Sonny Rollins
- 2013: Anat Cohen, Chick Corea, Robert Glasper, Vijay Iyer, Wadada Leo Smith[13]. Sieger: Wadada Leo Smith
- 2014: nominiert: Craig Taborn, Dave Douglas, Gregory Porter, Matt Wilson, Wadada Leo Smith, Wayne Shorter. Sieger: Wayne Shorter[14]
- 2015: Jason Moran[8]
- 2016: nominiert: Charles Lloyd, Maria Schneider, Vijay Iyer
- 2017: Wadada Leo Smith
- 2018: nominiert: Nicole Mitchell, Tyshawn Sorey, Matt Wilson. Sieger: Matt Wilson
- 2019: nominiert: Mary Halvorson, Christian McBride, Cecile McLorin Salvant, Wayne Shorter. Sieger: Wayne Shorter

### Veranstaltungsproduzent (Events Producer)
- 2010: George Wein, New Festival Productions LLC: CareFusion Jazz Festival New York, CareFusion Jazz Festival Newport, Newport Folk Festival

ab 2011/2012 nicht vergeben

### Arrangeur
- 2010: Maria Schneider
- 2011: Bill Holman
- 2012: nominiert: John Hollenbeck, Guillermo Klein, Vince Mendoza, Maria Schneider (Kategorie: Composer/Arranger); Preisträger: Maria Schneider
- 2013: nominiert: Henry Threadgill, Maria Schneider, Ryan Truesdell, Wadada Leo Smith. Sieger: Maria Schneider
- 2014: nominiert: Darcy James Argue, Gil Goldstein, Maria Schneider. Sieger: Maria Schneider
- 2015: Arturo O’Farrill[8]
- 2016: nominiert: Arturo O’Farrill, Maria Schneider, Ryan Truesdell. Sieger: Maria Schneider
- 2017: Maria Schneider
- 2018: nominiert: John Beasley, Alan Broadbent, Vince Mendoza, Maria Schneider. Sieger: Maria Schneider
- 2019: nominiert: Miho Hazama, Michael Leonhart, Jim McNeely, Maria Schneider. Sieger: Maria Schneider

### Komponist
- 2010: Maria Schneider
- 2011: Jason Moran
- 2012: Zusammengelegt als Komponist/Arrangeur des Jahres (s. o.)
- 2014: nominiert: Darcy James Argue, Maria Schneider, Wayne Shorter. Sieger: Maria Schneider
- 2015: Wadada Leo Smith
- 2016: nominiert: Henry Threadgill, Maria Schneider, Rudresh Mahanthappa
- 2017: Ted Nash
- 2018: Nominiert: Ben Allison, Darcy James Argue, Roscoe Mitchell, Maria Schneider, Tyshawn Sorey. Sieger: Maria Schneider
- 2019: nominiert: Satoko Fujii, Myra Melford, Maria Schneider, Wadada Leo Smith, Wayne Shorter. Sieger: Wayne Shorter

### Nachwuchsmusiker (Up 'n' Coming Musician of the Year)
- 2010: Darcy James Argue
- 2011: Ambrose Akinmusire
- 2012: nominiert: Chris Dingman, Tyshawn Sorey, Ben Williams, Warren Wolf; Preisträger: Ben Williams
- 2013: nominiert: Aaron Diehl, Bria Skonberg, David Virelles, Ryan Truesdell Sieger: Aaron Diehl
- 2014: nominiert: Cécile McLorin Salvant, Jonathan Finlayson, Warren Wolf, Matt Mitchell. Sieger: Cecile McLorin Salvant
- 2015: Cecile McLorin Salvant
- 2016: nominiert: Joey Alexander, Kamasi Washington, Tomeka Reid,[15] Sieger: Kamasi Washington
- 2017: Joey Alexander
- 2018: Nominiert: Jaimie Branch, Maria Grand, Jazzmeia Horn. Sieger: Jazzmeia Horn
- 2019: nominiert: James Brandon Lewis, Makaya McCraven, Linda May Han Oh, Joel Ross, Christian Sands. Sieger: Linda May Han Oh

### Album des Jahres (Album of the Year)
- 2010: Folk Art – Joe Lovano Us Five, Blue Note Records (nominiert waren  ferner Infernal Machines von Darcy James Argue's Secret Society, Historicity vom Vijay Iyer Trio, Travail, Transformation and Flow, Steve Lehman Octet,  This Brings Us To, Vol. 1, Henry Threadgill Zooid und Esta Plena von Miguel Zenón)
- 2011: Bird Songs – Joe Lovano Us Five (Blue Note) (nominiert waren  ferner Apex von Rudresh Mahanthappa und Bunky Green, The Art of the Improviser von Matthew Shipp, Mirror vom Charles Lloyd Quartet und Ten von Jason Moran)
- 2012: nominiert: James Farm (Nonesuch), Keith Jarrett, Rio (ECM), Christian McBride's Big Band, The Good Feeling (Mack Avenue Records), Sonny Rollins, Road Shows, Vol. 2 (Doxy Records), Wadada Leo Smith's Organic, Heart's Reflections (Cuneiform Records), Craig Taborn, Avenging Angel (ECM), Miguel Zenon, Alma Adentro – The Puerto Rican Songbook (Marsalis Music); Preisträger: Sonny Rollins: Road Shows, Vol. 2
- 2013: nominiert: Accelerando (ACT Music & Vision), Vijay Iyer Trio; Newly Discovered Works of Gil Evans (ArtistShare), Ryan Truesdell; Black Radio (Blue Note Records), Robert Glasper; Reunion: Live in New York (Pi), Sam Rivers-Dave Holland-Barry Altschul; Ten Freedom Summers (Cuneiform), Wadada Leo Smith. Sieger: Centennial: Newly Discovered Works of Gil Evans (ArtistShare), Ryan Truesdell
- 2014 nominiert: Without a Net (Blue Note) Wayne Shorter Quartet; WomanChild (Mack Avenue) Cécile McLorin Salvant; Chants (ECM) Craig Taborn Trio. Sieger: Without a Net (Blue Note), Wayne Shorter Quartet
- 2015: Sieger: The Art of Conversation (Impulse!) Kenny Barron and Dave Holland; nominiert waren ferner All Rise von Jason Moran und The Rite of Spring von The Bad Plus.
- 2016: nominiert: Bird Calls (ACT Music) – Rudresh Mahanthappa; Break Stuff (ECM) – Vijay Iyer Trio; The Epic (Brainfeeder) -- Kamasi Washington; The Thompson Fields (ArtistShare) – Maria Schneider Orchestra. Sieger: The Thompson Fields (ArtistShare), Maria Schneider Orchestra
- 2017: Madera Latino – A Latin Jazz Perspective on the Music of Woody Shaw (Hollistic MusicWorks) von Bryan Lynch (nominiert war ferner A Cosmic Rhythm With Each Stroke von Vijay Iyer und Wadada Leo Smith)
- 2018: Nominiert: Honey and Salt: Music Inspired by the Poetry of Carl Sandburg – Matt Wilson (Palmetto); Passin' Thru – Charles Lloyd New Quartet (Blue Note); Bells for the South Side – Roscoe Mitchell (ECM); Morphogenesis – Steve Coleman's Natal Eclipse (Pi). Sieger: Honey and Salt: Music Inspired by the Poetry of Carl Sandburg (Palmetto) von Matt Wilson
- 2019: nominiert:  Sonic Creed von Stefon Harris and Blackout (Motema), Vanished Gardens von Charles Lloyd and the Marvels with Lucinda Williams (Blue Note), Universal Beings Makaya McCraven (International Anthem), The Window von Cécile McLorin Salvant (Mack Avenue), West Side Story Reimagined von  Bobby Sanabria (Jazzheads), Emanon von Wayne Shorter (Blue Note). Sieger:  West Side Story Reimagined von Bobby Sanabria.

### Wiederveröffentlichung des Jahres (Reissue of the Year)
- 2010: Twelve Nights in Hollywood – Ella Fitzgerald, Verve nominiert waren  ferner The Complete Louis Armstrong Decca Sessions (1935-1946), Without a Song: Live in Europe 1969, Freddie Hubbard, Pieces of Jade, Scott LaFaro, Saga of the Outlaws, Charles Tyler und The Columbia Studio Trio Sessions, Denny Zeitlin
- 2011: Nominiert: Bitches Brew: 40th Anniversary Collector’s Edition – Miles Davis (Columbia Legacy); The Complete Ahmad Jamal Trio Argo Sessions 1952-62 – Ahmad Jamal Trio (Mosaic); The Complete 1932-1940 Brunswick, Columbia, and Master Recordings of Duke Ellington and His Famous Orchestra – Duke Ellington (Mosaic); The Complete Novus & Columbia Recordings of Henry Threadgill & Air – Henry Threadgill & Air (Mosaic); The Complete Revelation Sessions – John Carter and Bobby Bradford (Mosaic). Sieger: The Complete 1932-1940 Brunswick, Columbia, and Master Recordings of Duke Ellington and His Famous Orchestra – Duke Ellington (Mosaic)
- 2012: nominiert: Miles Davis, Live in Europe 1967: The Bootleg Series Vol. 1 (Columbia Legacy), Julius Hemphill, Dogon A.D. (Mbira/Freedom-International Phonograph), Bill Dixon, Intents and Purposes (RCA Victor-International Phonograph), Roscoe Mitchell, Before There Was Sound (Nessa), The Complete Jimmie Lunceford Decca Sessions (Mosaic); Preisträger: Miles Davis, Bootleg Sessions, Vol. 1, Quintet Live in Europe 1967 (Columbia Legacy)
- 2013 nicht vergeben
- 2014 nominiert: Jack DeJohnette Special Edition Boxed Set (ECM); Miles Live in Europe 1969 (Columbia Legacy); Clifford Jordan Complete Strata East Recordings (Mosaic). Sieger: Miles Live in Europe 1969
- 2015: Sieger: Miles at the Fillmore (Columbia-Legacy) Miles Davis Bootleg Series Vol. 3 (nominiert waren ferner Manhattan Stories von Charles Lloyd und Offering: Live at Temple University von John Coltrane, Resonance), Miles Davis - Miles at the Fillmore (Miles Davis Bootleg Series Vol 3) (Columbia-Legacy))
- 2016: A Love Supreme: The Complete Masters (Impulse-Verve) – John Coltrane; Miles Davis at Newport 1955-1975: The Bootleg Series Vol. 4 (Sony Legacy) – Miles Davis; Swingin’ on the Korner: Live at Keystone Korner (Elemental Music) – Red Garland Trio; The Complete Concert by the Sea (Sony Legacy) -- Erroll Garner. Sieger: The Complete Concert By the Sea (Erroll Garner)
- 2017: Some Other Time: The Lost Session from the Black Forest (Resonance Records) von Bill Evans
- 2018: nominiert: Bill Evans – Another Time: The Hilversum Concert (Resonance); Wynton Kelly Trio/Wes Montgomery – Smokin' in Seattle: Live at the Penthouse (Resonance); Thelonious Monk- Les Liaisons Dangereuses, 1960 (Sam/Saga); Jaco Pastorius – Truth, Liberty & Soul (Live in NYC) (Resonance). Sieger: Les Liaisons Dangereuses 1960 (Sam/Saga) von Thelonious Monk
- 2019: nominiert: John Coltrane – Both Directions at Once: The Lost Album (Impulse/Verve), Miles Davis and John Coltrane: The Final Tour: The Bootleg Series, Vol. 6 (Columbia/Legacy), Eric Dolphy: Musical Prophet: The Expanded 1963 New York Studio Sessions (Resonance). Sieger:  Both Directions at Once: The Lost Album von John Coltrane

### DVD des Jahres
- 2010: Anita O’Day: The Life of a Jazz Singer, AOD Productions/Elan Entertainment

ab 2011/2012 nicht vergeben

### Label des Jahres
- 2010: Pi Recordings
- 2011: Blue Note Records
- 2012: nominiert: Clean Feed Records, ECM, Pi Recordings, Sunnyside Records; Preisträger: ECM
- 2013: nominiert: Clean Feed Records, Concord Jazz, ECM, Pi Recordings, Sunnyside Records; Preisträger: ECM
- 2014: nominiert: ECM, Mack Avenue, Motema Music, Pi Recordings. Sieger. ECM
- 2015: Sieger: Motéma Music
- 2016: nominiert: ECM, Mack Avenue, Motema, Pi Recordings. Sieger: Motéma
- 2017: Resonance Records
- 2018: Nominiert: ECM Records, Motema Music, Pi Recordings, Resonance Records, Sunnyside Records. Sieger: Resonance Records
- 2019: nominiert: Blue Note, ECM, HighNote/Savant, Pi Recordings, Resonance, Sunnyside. Sieger: ECM

### Kleines Ensemble (Small Ensemble)
(ab 2014 Midsize Ensemble)
- 2010: Joe Lovano Us Five
- 2011: Dave Holland Quintet
- 2012: nominiert: James Farm, Jason Moran & Bandwagon, Joe Lovano Us Five, SFJazz Collective; Preisträger: Joe Lovano Us Five
- 2013: nominiert: Jason Moran and the Bandwagon, Joe Lovano Us Five, Matt Wilson's Arts and Crafts, Vijay Iyer Trio, Wayne Shorter Quartet. Sieger: Wayne Shorter Quartet
- 2014: nominiert: Jamie Baum Septet, Steve Coleman & Five Elements, Wayne Shorter Quartet. Sieger: Wayne Shorter Quartet
- 2015: Wayne Shorter Quartet
- 2016: nominiert: Charles Lloyd New Quartet, Henry Threadgill Zooid, Kamasi Washington band, Myra Melford Snowy Egret, Rudresh Mahanthappa Bird Calls quintet. Sieger: Myra Melford's Snowy Egret
- 2017: Charles Lloyd and the Marvels
- 2018: Nominiert: Vijay Iyer Sextet, Miguel Zenon Quartet, Steve Coleman and Five Elements, John McLaughlin and 4th Dimension
- 2019: nominiert: Fred Hersch Trio, Charles Lloyd and the Marvels, Wayne Shorter Quartet, Thumbscrew. Sieger:  Wayne Shorter Quartet

### Großes Ensemble (Large Ensemble)
- 2010: Darcy James Argue's Secret Society
- 2011: Mingus Big Band
- 2012: nominiert: John Hollenbeck Large Ensemble, Lincoln Center Jazz Orchestra, Maria Schneider Orchestra, Mingus Big Band, Vanguard Jazz Orchestra; Preisträger: Mingus Big Band
- 2013: nominiert: Darcy James Argue's Secret Society, Jazz at Lincoln Center Orchestra, Maria Schneider Jazz Orchestra, Mingus Big Band, Ryan Truesdell's Gil Evans Project, Vanguard Jazz Orchestra. Sieger: Ryan Truesdell's Gil Evans Project
- 2014: nominiert: Darcy James Argue Secret Society, Maria Schneider Orchestra, Mingus Big Band. Sieger: Maria Schneider Orchestra
- 2015: Arturo O’Farrill Afro Latin Jazz Orchestra
- 2016: nominiert: Arturo O’Farrill & the Afro-Latin Jazz Orchestra, Maria Schneider Orchestra, Vanguard Jazz Orchestra. Sieger: Maria Schneider Orchestra
- 2017: Arturo O’Farrill Afro Latin Jazz Orchestra
- 2018: Nominiert: Maria Schneider Orchestra, Christian McBride Big Band, Jazz at Lincoln Center Orchestra. Sieger: Maria Schneider Orchestra. Sieger: Vijay Iyer Sextet
- 2019: nominiert: Bobby Sanabria Multiverse Big Band, Darcy James Argue Secret Society, Diva Jazz Orchestra, Jazz at Lincoln Center Orchestra, Maria Schneider Orchestra, Orrin Evans and the Captain Black Big Band, Sieger: Orrin Evans

### Trio oder Duo
- 2014: nominiert: Craig Taborn Trio, Randy Weston-Billy Harper, Vijay Iyer Trio. Sieger: Randy Weston – Billy Harper
- 2015: Kenny Barron/Dave Holland[8]
- 2016: nominiert: Christian McBride Trio, Fred Hersch Trio, Kenny Barron Trio, Matthew Shipp Trio, Vijay Iyer Trio. Sieger: Vijay Iyer Trio
- 2017: Vijay Iyer and Wadada Leo Smith
- ab 2018: nicht vergeben

### Sänger
- 2010: Kurt Elling
- 2011: Kurt Elling
- 2012: nominiert: Freddy Cole, Kurt Elling, Giacomo Gates, Gregory Porter; Preisträger: Kurt Elling
- 2013: nominiert: Giacomo Gates, Gregory Porter, José James, Kurt Elling, Theo Bleckmann. Sieger: Gregory Porter
- 2014: nominiert: Andy Bey, Gregory Porter, Kurt Elling. Sieger: Gregory Porter
- 2015: Gregory Porter[8]
- 2016: nominiert: Gregory Porter, Jose James, Kurt Elling. Sieger: Gregory Porter
- 2017: Gregory Porter
- 2018: Nominiert: Kurt Elling, Giacomo Gates, José James, Gregory Porter. Sieger: Kurt Elling
- 2019: nominiert: Kurt Elling, José James, Gregory Porter. Sieger: Kurt Elling

### Sängerin
- 2010: Roberta Gambarini
- 2011: Dee Dee Bridgewater
- 2012: nominiert: Karrin Allyson, René Marie, Gretchen Parlato, Tierney Sutton; Preisträger: Gretchen Parlato
- 2013: nominiert: Cécile McLorin Salvant, Dianne Reeves, Luciana Souza, Neneh Cherry. Sieger: Luciana Souza
- 2014: nominiert: Cécile McLorin Salvant, Dee Dee Bridgewater, Tierney Sutton. Sieger: Cecile McLorin Salvant
- 2015: Cécile McLorin Salvant[8]
- 2016: nominiert: Cassandra Wilson, Cecile McLorin Salvant, Cyrille Aimée. Sieger: Cecile McLorin Salvant
- 2017: René Marie
- 2018: Nominiert: Jazzmeia Horn, René Marie, Cécile McLorin Salvant. Sieger: Cecile McLorin Salvant
- 2019: nominiert: Cyrille Aimee, Jazzmeia Horn, Cécile McLorin Salvant. Sieger:  Cécile McLorin Salvant

### Trompeter
- 2010: Terence Blanchard
- 2011: Ambrose Akinmusire
- 2012: nominiert: Ambrose Akinmusire, Tom Harrell, Brian Lynch, Wadada Leo Smith; Preisträger: Ambrose Akinmusire
- 2013: nominiert: Ambrose Akinmusire, Christian aTunde Adjuah Scott, Dave Douglas, Tom Harrell, Wadada Leo Smith. Sieger: Wadada Leo Smith
- 2014: nominiert: Dave Douglas, Kirk Knuffke, Terence Blanchard, Wynton Marsalis. Sieger: Terence Blanchard
- 2015: Ambrose Akinmusire
- 2016: nominiert: Dave Douglas, Terell Stafford, Terence Blanchard, Tom Harrell, Wadada Leo Smith. Sieger: Wadada Leo Smith
- 2017: Bryan Lynch
- 2018: Nominiert: Tom Harrell, Wynton Marsalis, Christian Scott aTunde Adjuah, Wadada Leo Smith. Sieger: Tom Harrell
- 2019: nominiert: Ambrose Akinmusire, Terence Blanchard, Dave Douglas, Ingrid Jensen, Kirk Knuffke, Jeremy Pelt, Wadada Leo Smith. Sieger: Ingrid Jensen

### Posaunist
- 2010: Roswell Rudd
- 2011: Wycliffe Gordon
- 2012: nominiert: Steve Davis, Robin Eubanks, Wycliffe Gordon, Steve Turre; Preisträger: Wycliffe Gordon
- 2013: nominiert: Ray Anderson, Robin Eubanks, Steve Davis, Steve Turre, Wycliffe Gordon; Sieger: Wycliffe Gordon
- 2014: nominiert: Roswell Rudd, Steve Turre, Wycliffe Gordon. Sieger: Roswell Rudd
- 2015: Steve Turre
- 2016: nominiert: Conrad Herwig, Marshall Gilkes, Robin Eubanks, Steve Turre, Wycliffe Gordon. Sieger: Wycliffe Gordon
- 2017: Wycliffe Gordon
- 2018: Nominiert: Michael Dease, Wycliffe Gordon, Ryan Keberle, Roswell Rudd. Sieger: Wycliffe Gordon
- 2019: nominiert: Michael Dease, Marshall Gilkes, Wycliffe Gordon, Steve Turre. Sieger: Wycliffe Gordon

### Holzbläser (Multi Reed Player of the Year)
- 2012: nominiert: James Carter, Anat Cohen, Roscoe Mitchell, Ted Nash, Scott Robinson; Preisträger: Anat Cohen
- 2013: nominiert: Anat Cohen, Charles Lloyd, James Carter, Roscoe Mitchell, Scott Robinson, Ted Nash. Sieger: Anat Cohen
- 2014: nominiert: Anthony Braxton, James Carter, Joe Lovano, Scott Robinson. Sieger: Joe Lovano
- 2015: Anat Cohen
- 2016: nominiert: Anat Cohen, Charles Lloyd, Scott Robinson. Sieger: Anat Cohen
- 2017: Anat Cohen
- 2018: Nominiert: Roscoe Mitchell, Scott Robinson, Mars Williams. Sieger: Roscoe Mitchell
- 2019: nominiert: Anthony Braxton, James carter, Roscoe Mitchell, Scott Robinson, Steve Wilson. Sieger:  Scott Robinson

### Altsaxophonist
- 2010: Rudresh Mahanthappa
- 2011: Rudresh Mahanthappa
- 2012: nominiert: Lee Konitz, Rudresh Mahanthappa, Phil Woods, Miguel Zenon; Preisträger: Rudresh Mahanthappa
- 2013: nominiert: Darius Jones, Kenny Garrett, Lee Konitz, Miguel Zenon, Rudresh Mahanthappa, Tim Berne. Sieger: Rudresh Mahanthappa
- 2014: nominiert: Lee Konitz, Miguel Zenon, Rudresh Mahanthappa, Tim Berne. Sieger: Lee Konitz
- 2015: Sieger: Miguel Zenon
- 2016: nominiert: Miguel Zenon, Rudresh Mahanthappa, Steve Coleman. Sieger: Rudresh Mahanthappa
- 2017: Gary Bartz
- 2018: Nominiert: Steve Coleman, Rudresh Mahanthappa, Miguel Zenon. Sieger: Miguel Zenon
- 2019: nominiert: Steve Coleman, Tia Fuller, Steve Wilson, Miguel Zenón. Sieger: Miguel Zenon

### Tenorsaxophonist
- 2010: Joe Lovano
- 2011: Sonny Rollins
- 2012: nominiert: J. D. Allen III, Joe Lovano, Chris Potter, Sonny Rollins; Preisträger: Sonny Rollins
- 2013: nominiert: Sonny Rollins (emeritus, beyond voting), Branford Marsalis, Chris Potter, Eric Alexander, Joe Lovano, Ravi Coltrane, Tony Malaby. Sieger: Chris Potter
- 2014: nominiert: Chris Potter, Joe Lovano, Wayne Shorter. Sieger: Joe Lovano
- 2015: Chris Potter
- 2016: nominiert: Charles Lloyd, Chris Potter, Joe Lovano. Sieger: Charles Lloyd
- 2017: Charles Lloyd
- 2018: Nominiert: Harry Allen, Charles Lloyd, Joe Lovano, Houston Person, Chris Potter. Sieger: Chris Potter
- 2019: nominiert: Chris Potter, Wayne Shorter, Mark Turner. Sieger: Chris Potter

### Baritonsaxophonist
- 2010: Gary Smulyan
- 2011: James Carter
- 2012: nominiert: James Carter, Ronnie Cuber, Claire Daly, Gary Smulyan; Preisträger: Gary Smulyan
- 2013: nominiert: Claire Daly, Gary Smulyan, Mats Gustafsson, Ronnie Cuber. Sieger: Gary Smulyan
- 2014: nominiert: Gary Smulyan, Mats Gustafsson, Ronnie Cuber. Sieger: Gary Smulyan
- 2015: Sieger: Gary Smulyan
- 2016: nominiert: Claire Daly, Gary Smulyan, Joe Temperley, Ronnie Cuber. Sieger: Gary Dmulyan
- 2017: Claire Daly
- 2018: Nominiert: Ronnie Cuber, Claire Daly, Gary Smulyan. Sieger: Claire Daly
- 2019: nominiert: Ronnie Cuber, Lisa Parrott, Scott Robinson, Lauren Sevian, Gary Smulyan

Sieger:  Gary Smulyan

### Sopransaxophonist
- 2010: Evan Parker
- 2011: Jane Ira Bloom
- 2012: nominiert: Jane Ira Bloom, Dave Liebman, Branford Marsalis, Wayne Shorter; Preisträgerin: Jane Ira Bloom
- 2013: nominiert: Branford Marsalis, Dave Liebman, Ravi Coltrane, Sam Newsome, Wayne Shorter. Sieger: Wayne Shorter
- 2014: nominiert: Dave Liebman, Jane Ira Bloom, Wayne Shorter. Sieger: Jane Ira Bloom
- 2015: Sieger: Jane Ira Bloom
- 2016: nominiert: Dave Liebman, Jane Bunnett, Jane Ira Bloom, Sam Newsome. Sieger: Jane Ira Bloom
- 2017: Jane Ira Bloom
- 2018: Nominiert: Jane Ira Bloom, Dave Liebman, Sam Newsome. Sieger: Jane Ira Bloom
- 2019: nominiert: Jane Ira Bloom, Jane Bunnett, Dave Liebman, Wayne Shorter. Sieger: Jane Ira Bloom

### Flötist
- 2010: Nicole Mitchell
- 2011: Nicole Mitchell
- 2012: nominiert: Jamie Baum, Nicole Mitchell, Lew Tabackin; Preisträgerin: Nicole Mitchell
- 2013: nominiert: Henry Threadgill, Hubert Laws, Jamie Baum, Mark Weinstein, Nicole Mitchell. Sieger: Nicole Mitchell
- 2014: nominiert: Charles Lloyd, Jamie Baum, Nicole Mitchell. Sieger: Nicole Mitchell
- 2015: Nicole Mitchell
- 2016: nominiert: Charles Lloyd, Henry Threadgill, Nicole Mitchell. Sieger: Nicole Mitchell
- 2017: Nicole Mitchell
- 2018: Nominiert: Jamie Baum, Nicole Mitchell, Elena Pinderhughes. Sieger: Nicole Mitchell
- 2019: nominiert: Jamie Baum, Andrea Brachfeld, Charles Lloyd, Nicole Mitchell. Sieger: Nicole Mitchell

### Klarinettist
- 2010: Anat Cohen
- 2011: Anat Cohen
- 2012: nominiert: Don Byron, Evan Christopher, Anat Cohen, Ken Peplowski; Preisträger: Anat Cohen
- 2013: nominiert: Anat Cohen, Ben Goldberg, Don Byron, Evan Christopher, Ken Peplowski. Sieger: Anat Cohen
- 2014: nominiert: Anat Cohen, Ben Goldberg, Ken Peplowski. Sieger: Anat Cohen
- 2015: Anat Cohen
- 2016: nominiert: Anat Cohen, Ken Peplowski, Paquito D’Rivera. Sieger: Anat Cohen
- 2017: Anat Cohen
- 2018: Nominiert: Evan Christopher, Anat Cohen, Ken Peplowski. Sieger: Anat Cohen
- 2019: nominiert: Don Byron, Anat Cohen, Eddie Daniels, Ben Goldberg, Ken Peplowski

Sieger: Anat Cohen

### Gitarrist
- 2010: Jim Hall
- 2011: Russell Malone
- 2012: nominiert: Mary Halvorson, Bill Frisell, Pat Metheny, John Scofield; Preisträger: Bill Frisell
- 2013: nominiert: Bill Frisell, John Abercrombie, Marc Ribot, Mary Halvorson, Pat Metheny, Russell Malone. Sieger: Bill Frisell
- 2014: nominiert: Bill Frisell, Mary Halvorson, Pat Metheny. Sieger: Bill Frisell
- 2015: Mary Halvorson
- 2016: nominiert: Bill Frisell, John Scofield, Julian Lage, Mary Halvorson. Sieger: Mary Halvorson
- 2017: Mary Halvorson
- 2018: Nominiert: Bill Frisell, Mary Halvorson, Julian Lage, John McLaughlin. Sieger: Mary Halvorson
- 2019: nominiert: Bill Frisell, Mary Halvorson, Julian Lage, Miles Okazaki, John Scofield. Sieger: Bill Frisell

### Pianist (Pianist of the Year)
- 2010: Kenny Barron
- 2011: Fred Hersch
- 2012: nominiert: Vijay Iyer, Keith Jarrett, Matthew Shipp, Craig Taborn; Preisträger: Vijay Iyer
- 2013: nominiert: Brad Mehldau, Chick Corea, Fred Hersch, Jason Moran, Vijay Iyer. Sieger: Vijay Iyer
- 2014: nominiert: Craig Taborn, Keith Jarrett, Matthew Shipp. Sieger: Craig Taborn
- 2015: Kenny Barron
- 2016: nominiert: Fred Hersch, Jason Moran, Matthew Shipp, Vijay Iyer. Sieger: Fred Hersch
- 2017: Kenny Barron
- 2018: Nominiert: Fred Hersch, Vijay Iyer, Myra Melford. Sieger: Fred Hersch
- 2019: nominiert: Kenny Barron, Fred Hersch, Myra Melford, Christian Sands, Craig Taborn. Sieger: Kenny Barron

### Keyboarder
- 2010: Dr. Lonnie Smith
- 2011: Dr. Lonnie Smith
- 2012: nominiert: Joey DeFrancesco, Larry Goldings, Mike LeDonne, Gary Versace; Preisträger: Gary Versace
- 2013: nominiert: Dr. Lonnie Smith, Gary Versace, Greg Lewis, Joey DeFrancesco, John Medeski, Larry Goldings, Robert Glasper. Sieger: Dr. Lonnie Smith
- 2014: nominiert: Dr. Lonnie Smith, Gary Versace, Joey DeFrancesco. Sieger. Dr. Lonnie Smith
- 2015: Chick Corea
- 2016: nominiert: Craig Taborn, Jason Lindner, Marc Cary, Robert Glasper. Sieger: Craig Taborn
- 2017: Dr. Lonnie Smith
- 2018: Nominiert: Brian Charette, Dr. Lonnie Smith, Gary Versace. Sieger: Dr. Lonnie Smith
- 2019: nominiert: Chick Corea, Joey DeFrancesco, Herbie Hancock, Dr. Lonnie Smith. Sieger:  Dr. Lonnie Smith

### Bassist (Bassist of the Year)
- 2010: Dave Holland
- 2011: Christian McBride
- 2012: nominiert: Ben Allison, Ron Carter, Christian McBride, William Parker, Esperanza Spalding; Preisträger: Christian McBride
- 2013: nominiert: Ben Williams, Christian McBride, Dave Holland, Ron Carter, William Parker. Sieger: Christian McBride
- 2014: nominiert: Christian McBride, Dave Holland, William Parker. Sieger: Christian McBride
- 2015: Christian McBride
- 2016: nominiert: Christian McBride, Linda Oh, Michael Formanek. Sieger: Christian McBride
- 2017: Christian McBride
- 2018: Nominiert: Linda May Han Oh, Dave Holland, Christian McBride, Thomas Morgan. Sieger: Linda Oh
- 2019: nominiert: Dave Holland, Christian McBride, Linda May Han Oh. Sieger:  Linda May Han Oh

### E-Bassist
- 2010: Steve Swallow
- 2011: Steve Swallow
- ab 2012 nicht vergeben

### Violinist (ab 2013: Violinist/Cellist)
- 2010: Regina Carter
- 2011: Billy Bang
- 2012: nominiert: Billy Bang, Regina Carter, Mark Feldman, Jenny Scheinman; Preisträgerin: Regina Carter
- 2013: nominiert: Jason Kao Hwang, Jenny Scheinman, Mark Feldman, Regina Carter, Zach Brock. Sieger: Regina Carter
- 2014: nominiert: Eric Friedlander, Jenny Scheinman, Regina Carter. Sieger: Regina Carter
- 2015: Regina Carter
- 2016: nominiert: Jenny Scheinman, Regina Carter, Tomeka Reid. Sieger: Regina Carter
- 2017: Regina Carter
- 2018: Nominiert: Sara Caswell, Akua Dixon, Tomeka Reid. Sieger: Tomeka Reid
- 2019: nominiert: Regina Carter, Tomeka Reid, Jenny Scheinman. Sieger: Tomeka Reid

### Perkussionist
- 2010: Cyro Baptista
- 2011: Bobby Sanabria
- 2012: nominiert: Cyro Baptista, Hamid Drake, Sammy Figueroa, Marilyn Mazur, Adam Rudolph, Poncho Sanchez; Preisträger: Poncho Sanchez
- 2013: nominiert: Adam Rudolph, Bobby Sanabria, Dan Weiss, Hamid Drake, Poncho Sanchez, Zakir Hussain. Sieger: Bobby Sanabria
- 2014: nominiert: Adam Rudolph, Dan Weiss, Kahil El’Zabar, Pedrito Martinez. Sieger: Pedrito Martinez
- 2015: Pedrito Martinez
- 2016: nominiert: Pedrito Martinez, Poncho Sanchez, Zahkir Hussain. Sieger: Pedrito Martinez
- 2017: Pedrito Martinez
- 2018: Nominiert: Rogerio Boccato, Zakir Hussain, Pedrito Martinez. Sieger: Zakir Hussain
- 2019: nominiert: Cyro Baptista, Zakir Hussain, Pedrito Martinez. Sieger:  Pedrito Martinez

### Marimba-/Vibraphonist
- 2010: Stefon Harris
- 2011: Stefon Harris
- 2012: nominiert: Gary Burton, Stefon Harris, Joe Locke, Warren Wolf; Preisträger: Gary Burton
- 2013: nominiert: Bobby Hutcherson, Gary Burton, Jason Adasiewicz, Joe Locke, Stefon Harris, Warren Wolf. Sieger: Stefon Harris
- 2014: nominiert: Gary Burton, Jason Adasiewicz, Warren Wolf. Sieger: Gary Burton
- 2015: Warren Wolf
- 2016: nominiert: Joe Locke, Stefon Harris, Warren Wolf. Sieger: Joe Locke
- 2017: Warren Wolf
- 2018: Nominiert: Joe Locke, Steve Nelson, Warren Wolf. Sieger: Joe Locke
- 2019: nominiert: Stefon Harris, Joe Locke, Warren Wolf. Sieger: Joe Locke

### Schlagzeuger
- 2010: Paul Motian
- 2011: Matt Wilson
- 2012: nominiert: Jack DeJohnette, Eric Harland, Roy Haynes, Paul Motian, Matt Wilson; Preisträger: Roy Haynes
- 2013: nominiert: Billy Hart, Brian Blade, Eric Harland, Jack DeJohnette, Matt Wilson. Sieger: Billy Hart
- 2014: nominiert: Eric Harland, Jack DeJohnette, Matt Wilson. Sieger: Jack DeJohnette
- 2015: Brian Blade
- 2016: nominiert: Brian Blade, Eric Harland, Jack DeJohnette, Matt Wilson, Rudy Royston. Sieger: Jack DeJohnette
- 2017: Jack DeJohnette
- 2018: Nominiert: Brian Blade, Jack DeJohnette, Eric Harland, Matt Wilson. Sieger: Jack DeJohnette
- 2019: nominiert: Brian Blade, Andrew Cyrille, Jack DeJohnette, Eric Harland, Roy Haynes, Antonio Sánchez. Sieger:

Brian Blade

### Spieler selten eingesetzter Instrumente (Player of the Year of Instruments Rare in Jazz)
- 2010: Edmar Castañeda, Harfe
- 2011: Toots Thielemans, Harmonika
- 2012: nominiert: Edmar Castañeda, Harfe, Grégoire Maret, Harmonica, Toots Thielemans, Harmonica, Gary Versace, Akkordeon; Preisträger: Toots Thielemans
- 2013: nominiert: Edmar Castañeda (Harfe), Gary Versace (Akkordeon), Grégoire Maret (Harmonica), Richard Galliano (Akkordeon), Scott Robinson (Antike Reeds und Brass-Instrumente). Sieger: Edmar Castaneda
- 2014: nominiert: Béla Fleck (Banjo), Gary Versace (Akkordeon), Grégoire Maret (Harmonika), Scott Robinson (winds, reeds, Theremin). Sieger: Grégoire Maret
- 2015: Sieger: Edmar Castañeda (Harfe)
- 2016: nominiert: Grégoire Maret (Harmonika), Hendrik Meurkens (Harmonika), Scott Robinson (versch. Instr.). Sieger: Scott Robinson
- 2017: Scott Robinson, various
- 2018: Nominiert: Jose Davila (Tuba), Grégoire Maret (Harmonica), Scott Robinson (verschiedene Instrumente), Jason Stein (Bassklarinette), Gary Versace (Akkordeon). Sieger: Gary Versace, Akkordeon
- 2019: nominiert: Greg Leisz (Dobro, Mandoline, Lap Steel und Pedal Steel-Gitarre), Grégoire Maret (Harmonika), Hendrik Meurkens (Harmonika), Scott Robinson (verschiedene), Brandee Younger (Harfe). Sieger:  Scott Robinson

### Electronics (ab 2014)
- 2014: nominiert: DJ Logic, George E. Lewis, Jason Lindner, Rob Mazurek. Sieger: Jason Lindner
- 2016: nominiert: Ikue Mori, Jason Lindner, Mark Guiliana. Sieger: Jason Lindner
- 2017: Robert Glasper
- 2018: nicht mehr vergeben

## Jazz-Journalismus-Kategorien (Jazz Journalism Categories)

### Preis für das Lebenswerk im Jazz-Journalismus (Jazz Journalism Lifetime Achievement)
- 2010: Don Heckman
- 2011: Bill Milkowski
- 2012: nominiert: Amiri Baraka, Stanley Crouch, Will Friedwald, Willard Jenkins, Neil Tesser; Preisträger: Amiri Baraka
- 2013: nominiert: Ted Panken, W. Royal Stokes, Willard Jenkins, Stanley Crouch (lehnt Teilnahme ab). Preisträger: Willard Jenkins
- 2014: nominiert: Marc Myers, Ted Panken, Terry Teachout, W. Royal Stokes. Preisträger: W. Royal Stokes
- 2015: nominiert: Marc Myers, Ted Panken, Neil Tesser
- 2016: nominiert: Ted Gioia, Ted Panken, Will Friedwald. Sieger: Ted Panken
- 2017: Ted Gioia
- 2018: Nominiert: Will Friedwald, Ben Ratliff, Patricia Willard. Sieger: Patricia Willard
- 2019: nominiert: Nate Chinen, Eugene Holley, Jr., Dan Ouellette, Ben Ratliff, John Szwed. Sieger:  John Szwed

### The Helen Dance–Robert Palmer Award for Review and Feature Writing
- 2010: Nate Chinen
- 2011: Nate Chinen
- 2012: nominiert: Larry Blumenfeld, Nate Chinen, Marc Myers; Preisträger: Larry Blumenfeld
- 2013: nominiert: Ben Ratliff, Marc Myers, Nate Chinen, Ted Panken, Will Friedwald. Preisträger: Nate Chinen
- 2014: nominiert: Marc Myers, Nate Chinen, Ted Panken. Preisträger: Nate Chinen
- 2015: nominiert: Ashley Kahn, Nate Chinen, Ted Gioia.
- 2016: nominiert: Ashley Kahn, Ben Ratliff, Dan Ouellette, Doug Ramsey, Ethan Iverson, Geoffrey Himes, Giovanni Russonello, Marc Myers, Nate Chinen. Sieger:
- 2017: Ashley Kahn
- 2018: Nominiert: Nate Chinen, Ted Panken, Giovanni Russonello. Sieger: Nate Chinen
- 2019: nominiert: Nate Chinen, Ted Gioia, Marc Myers, Ted Panken, Giovanni Russonello. Sieger:  Nate Chinen

### The Willis Conover–Marian McPartland Award for Broadcasting
- 2010: Josh Jackson, Host of The Checkout, Live at the Village Vanguard, WBGO
- 2011: Phil Schaap
- 2012: nominiert: Josh Jackson, Jim Wilke, Linda Yohn; Preisträger: Josh Jackson
- 2013: nominiert: Gary Walker (WBGO), Jim Wilke (Jazz After Hours), Josh Jackson (The Checkout). Preisträger: Jim Wilke
- 2014: nominiert: Dee Dee Bridgewater, Rusty Hassan, Josh Jackson. Preisträger: Dee Dee Bridgewater, JazzSet
- 2015: Christian McBride, host, Jazz Night in America from WBGO/NPR/Jazz at Lincoln Center
- 2016: nominiert Eric Jackson (Eric in the Evening, WGBH Boston), Linda Yohn (89.1 Jazz, WEMU, Ypsilanti, Michigan), Mark Ruffin (Leiter von SiriusXM, Real Jazz with Mark Ruffin), Rusty Hassan (Late Night Jazz, WPFW, Washington, D.C.). Sieger: Linda Yohn WEMU
- 2017: Mark Ruffin
- 2018: Nominiert: Sid Gribetz, Rusty Hassan, Neil Tesser, Kevin Whitehead. Sieger: Neil Tesser
- 2019: nominiert:  Arturo Gomez, KUVO Jazz, Denver CO; Susan Kennedy, „Big Band Hall of Fame,“ WMNR-Monroe, CT; Tom Reney, „Jazz a la Mode“,  WFCR, New England Public Radio; Awilda Rivera, WBGO Jazz, Newark, 1992-2019  Twitter. Sieger:  Tom Reney „Jazz a la Mode“,  WFCR, New England Public Radio

### The Lona Foote–Bob Parent Award for Photography
- 2010: Mitchell Seidel: Hot House, JazzTimes, Down Beat, Jazz Journal International, Swing Journal, Musica Jazz; Albumcover
- 2011: Jimmy Katz
- 2012: nominiert: Michael Jackson, Fran Kaufman, Herb Snitzer; Preisträger: Herb Snitzer
- 2013: nominiert:
- 2016: nominiert: Jimmy Katz, John Abbott, Ken Franckling, Lauren Deutsch, Michael Jackson, Richard Conde. Sieger: Ken Franckling
- 2017: Frank Stewart
- 2018: Nominiert: Lauren Deutsch, Michael Jackson, Marc PoKempner, Antonio Porcar Cano. Sieger: Michael Jackson
- 2019: Val Wilmer

### Beste Zeitschrift (Best Periodical)
- 2010: JazzTimes
- 2011: JazzTimes
- 2012: nominiert: Down Beat, JazzTimes, Jazziz, The New York City Jazz Record; Preisträger: JazzTimes
- 2013: nominiert: Down Beat, JazzTimes, The New York City Jazz Record. Preisträger: JazzTimes
- 2014: nominiert: Down Beat, JazzTimes, Jazziz. Preisträger: JazzTimes
- 2015: nominiert: Down Beat, JazzTimes, The New York City Jazz Record.
- 2016: nominiert: Down Beat, Jazziz, JazzTimes, The New York City Jazz Record. Sieger: DownBeat
- 2017: Down Neat (ab 2017: Jazz Periodical of the Year, incl. Jazz Publication of the Year und Jazz Website of the year)
- 2018: Nominiert: Down Beat, JazzTimes; Sieger: Down Neat
- 2019: nominiert: All About Jazz, Down Beat, Jazziz, JazzTimes, The New York City Jazz Record. Sieger: Down Beat

### Beste Jazz-Website
- 2010: All About Jazz
- 2011: All About Jazz
- 2012: nominiert: All About Jazz, JazzCorner, JazzTimes, JJANews; Preisträger: All About Jazz
- 2013: nominiert: All About Jazz, iRockJazz.com, JazzCorner.com, JazzTimes, PointofDeparture.org. Preisträger: All About Jazz
- 2014: nominiert: All About Jazz, iRockJazz.com, JazzTimes.com, PointofDeparture.org. Preisträger: All About Jazz.

### Blog des Jahres
- 2010: Rifftides, von Doug Ramsey
- 2011: A Blog Supreme, von Patrick Jarenwattananon
- 2012: nominiert: A Blog Supreme (Patrick Jarenwattananon), Do The Math (Ethan Iverson), Jazz Wax (Marc Myers), Rifftides (Doug Ramsey); Preisträger: Marc Myers' Jazz Wax
- 2013: nominiert: A Blog Supreme (Patrick Jarenwattananon, NPR Music), Do the Math (Ethan Iverson), JazzWax (Marc Myers), Rifftides (Doug Ramsey) Preisträger: A Blog Supreme
- 2014: nominiert: A Blog Supreme (Patrick Jarenwattananon, NPR Music), Do the Math (Ethan Iverson), JazzWax (Marc Myers), Rifftides (Doug Ramsey). Preisträger: Do the Math
- 2015: nominiert: A Blog Supreme (Patrick Jarenwattananon, NPR Music), Do the Math (Ethan Iverson), JazzWax (Marc Myers), Rifftides (Doug Ramsey).
- 2016: nominiert: Do the Math (Ethan Iverson), JazzWax (Marc Myers), Rifftides (Doug Ramsey). Sieger: Do the Math (Ethan Iverson)
- 2017: Ethan Iverson: Do the Math
- 2018: Nominiert: Do the Math (Ethan Iverson, Jazz Wax (Marc Myers), Rifftides (Doug Ramsey), Jazz Lives (Michael Steinman)). Sieger: Jazzwax (Marc Myers)
- 2019: nominiert: Jazz Profiles, von Steve Cerra Do The Math von Ethan Iverson; Jazz Wax von Marc Myers; Rifftides von Doug Ramsey; Jazz Lives von Michael Steinman. Preisträger Do the Math von Ethan Iverson

### Bestes Buch
- 2010: Thelonious Monk: The Life and Times of an American Original – Robin D.G. Kelley (Free Press)
- 2011: I Walked With Giants: The Autobiography of Jimmy Heath, von Jimmy Heath und Joseph McLaren (Temple University Press)
- 2012: nominiert: Norman Granz: The Man Who Used Jazz for Justice (University of California Press), von Tad Hershorn; Nica's Dream: The Life and Legend of the Jazz Baroness (W.W. Norton & Company), von David Kastin; Here and Now! The Autobiography of Pat Martino (Backbeat Books), von Pat Martino mit Bill Milkowski; Rifftide: The Life and Opinions of Papa Jo Jones (University of Minnesota Press), Albert Murray, edited by Paul Devlin, afterword by Phil Schaap; Coltrane on Coltrane: The John Coltrane Interviews (Chicago Review Press), edited by Chris DeVito; Monument Eternal: The Music of Alice Coltrane (Wesleyan), von Franya J. Berkman
- 2012: Preisträger: Tad Hershorn: Norman Granz: The Man Who Used Jazz for Justice (University of California Press)
- 2013: nominiert: Shall We Play That One Together? The Life and Art of Jazz Piano Legend Marian McPartland (St. Martin's Press), von Paul de Barros; The Jazz Standards: A Guide to Repertoire (Oxford University Press), von Ted Gioia; The Last Balladeer: The Johnny Hartman Story (Scarecrow Press), von Greg Akkerman; Wail: The Life of Bud Powell (Bop Changes), von Peter Pullman; What It Is: The Life of a Jazz Artist (Scarecrow Press), von Dave Liebman und Lewis Porter; Why Jazz Happened (University of California Press), von Marc Myers
  - Preisträger 2013: Shall We Play That One Together? The Life and Art of Jazz Piano Legend Marian McPartland (St. Martin's Press), von Paul de Barros
- 2014: nominiert: Duke: A Life of Duke Ellington (Gotham), von Terry Teachout; Kansas City Lightning: The Rise and Times of Charlie Parker (Harper), von Stanley Crouch; Learning to Listen: The Jazz Journey of Gary Burton (Berklee Press), von Gary Burton mit Neil Tesser. Preisträger: Learning to Listen: The Jazz Journey of Gary Burton von Gary Burton
- 2016: nominiert: Billie Holiday: The Musician and the Myth (Viking/Penguin Publishing Company) von John Szwed; Letters to Yeyito – Lessons from a Life In Music (Restless Books), von Paquito D’Rivera; Microgroove: Forays into Other Music (Duke University Press), von John Corbett. Sieger:
- 2017: Better Git It In Your Soul: An Interpretive Biography of Charles Mingus (University of California Press) von Krin Gabbard
- 2018: Nominiert: Elaine M. Hayes, Queen of Bebop: The Musical Lives of Sarah Vaughan (Ecco); Fred Hersch, Good Things Happen Slowly (Crown Archetype); Monika Herzig, Experiencing Chick Corea (Rowan & Littlefield Publishers);

Dave Lisik and Eric Allen, 50 Years at the Village Vanguard: Thad Jones, Mel Lewis and the Vanguard Jazz Orchestra (Skydeck Music); Bob Porter, Soul Jazz: Jazz in the Black Community, 1945 - 1975 (Xlibris). Sieger: Good Things Happen Slowly (Crown Archetype) von Fred Hersch
- 2019: nominiert:  Nate Chinen, Playing The Changes: Jazz for the New Century (Pantheon); Gary Giddins, Bing Crosby: Swinging on a Star: The War Years, 1940-1946 (Little, Brown); Maxine Gordon, Sophisticated Giant: The Life and Legacy of Dexter Gordon (University of California Press); Eugene Marlow, Jazz in China: From Dance Hall Music to Individual Freedom of Expression (University Press of Mississippi); Francesco Martinelli, The History of European Jazz (Equinox). Preisträger:  Sophisticated Giant: The Life and Legacy of Dexter Gordon von Maxine Gordon.

### Best Liner Notes
- 2010:
  - The Complete Louis Armstrong Decca Sessions (1935-1946), von Dan Morgenstern
  - Classic Artie Shaw Bluebird and Victor Sessions, von John McDonough
- 2011: Steven Lasker – The Complete 1932-1940 Brunswick, Columbia, and Master Recordings of Duke Ellington and His Famous Orchestra (Mosaic)
- 2012: nominiert: Eddie Determeyer: The Complete Jimmie Lunceford Decca Sessions (Mosaic Records); Francis Davis: Sonny Rollins Road Show, Vol. 2 (Doxy Records); Francis Davis: Allen Lowe, Blues and the Empirical Truth (Music and Arts); John Edward Hasse et al.: Jazz: The Smithsonian Anthology (Smithsonian/Folkways); Tommy Vig: The Tommy Vig Orchestra: Welcome to Hungary! (Klasszikus Jazz Records); Neil Tesser: Kevin Kizer: Aspects (Blujazz Records); Neil Tesser: Eric Alexander: Don’t Follow the Crowd (HighNote); Neil Tesser: Art Blakey and the Jazz Messengers, Ugetsu (Fantasy); Marc Myers: Wes Montgomery: Movin', The Complete Verve Recordings (Hip-O Select), Marc Myers: Ella in Japan (Hip-O Select); Kevin Whitehead: Sam Rivers and the Rivbea Orch. – Trilogy (Mosaic Select); Kenny Washington: The Complete Ahmad Jamal Trio Argo Sessions (Mosaic Records); Howard Mandel: The Ethiopian Princess Meets the Tantric Priest (RogueArt); Doug Ramsey: The Complete Atlantic Studio Recordings of the Modern Jazz Quartet (Mosaic Records); Doug Ramsey: Miles Español: New Sketches of Spain (Entertainment One Music); A.G. Quintero-Rivera: Miguel Zenón, Alma Adentro – The Puerto Rican Songbook (Marsalis Music); Christian Broecking: Alexander von Schlippenbach & Manfred Schoof: Blue Hawk (Jazzwerkstatt)
- 2012: Preisträger: Francis Davis, Sonny Rollins' Road Show, Vol. 2 (Doxy Records)
- 2013 nicht vergeben
- 2015: nominiert: John Coltrane – Offering: Live at Temple University (Resonance) by Ashley Kahn, Louis Armstrong & The All-Stars – The Columbia & RCA Victor Live Recordings (Mosaic), by Ricky Riccardi, Isham Jones – Happy: The 1920 Rainbo Orchestra Sides (Archeophone Records) by David Sager, Rosemary Clooney – CBS Radio Recordings 1955-61 (Mosaic) by James Gavin
- ab 2016 nicht vergeben

### Bestes Foto des Jahres
- 2010: Tom Harrell at Moscow International Performance Arts Center, 26. Dezember 2009 von Lena Adasheva
- 2011: Sonny Rollins von John Abbott
- 2012: Chick Corea von Pavel Korbut[16]
- 2013: nominiert: Cleve Douglas, von Pankov Mikhail Msserv; Dezron Douglas, von Gulnara Khamatova; Ambrose Akinmusire, von Alexey Karpovich; Lionel Charles Ferbos, von Skip Bolen; Joey DeFrancesco, von Ziga Koritnik; Paolo Fresu, von Roberto Cifarelli; Dee Dee Bridgewater, von Richard Conde. Preisträger: Lionel Charles Ferbos, von Skip Bolen
- 2014: nominiert: Benny Golson von Antonio Porcar Cano, David Virelles von Barbara Adamek, Paco Séry von Gerard Boisnel, Herbie Hancock von Joke Schot, Hiromi Uehara von Oleksii Karpovych, Cécile McLorin Salvant von Richard Conde, Paolo Fresu von Roberto Cifarelli´, Fred Wesley von Sandro Niboli, Ravi Best und TJ Tommy James von Vladimir Korobitsyn. Preisträger: Benny Golson von Antonio Porcar Cano
- 2015: nominiert: Roy Hargrove von Andrea Boccalini, Bennie Maupin von William Ellis, Jon Batiste and Stay Human von Richard Conde, Kasami Washington by Sandro Niboli, Dave Holland with Kenny Barron by Andrea Palmucci.
- 2016: nominiert: Jean-Louis Neveu: Gerald Clayton, Lech Basel: Hernani Faustino, Luciano Rossetti: Diane Reeves, Marion Tisserand: Marcus Miller, Patrick Marek Lucian Dubuis, Thrassos Irinis: Barney McAll and James King . Sieger: Patrick Marek
- 2017: Manolo Nebot Rochera: Cecile McLorin Salvant at Festival Internacional Jazz Peniscola, Castellon Spain, July 2016
- 2018: Richard Conde: Roy Haynes
- 2019: nominiert: Patrick Hinely; Robert Sutherland-Cohen  work samples; Val Wilmer  work samples: Preisträger: Adriana Mateo - Roy Hargrove at the Umbria Jazz Festival Teatro Morlacchi, Perugia, 7/15/2018

### Video des Jahres (Short Form Video of the Year)
- 2011: Sonny Rollins: Getting It Back Together – Bret Primack (Produzent/Regisseur)
- 2012: Victory! - The Making of J.D. Allen's Album by Mario Tahi Lathan[17]
- 2013: nominiert: What Is Scatting von Brandon Bain, Capsulicity; Thelonious Monk Institute 25th Anniversary and Tribute to Aretha Franklin Trailer von Kenneth K. Martinez Burgmaier, JazzAlley.tv.; Tarbaby: Fanon von Jason Fifield, Slife Productions. Preisträger: Tarbaby–Fanon von Jason Fifield, Slife Productions
- 2014: nominiert: Ain’t Misbehavin’" – Christian Sands + Kris Bowers (What Is Prepared Piano?) von Brandon Bain; Capital Youth Jazz Orchestra – In the Making von Brett Delmage; ...the making of ZEB'S House von Adriana Mateo-Saul Zebulon; Joanna Pascale – The End of Loews von Jason Fifield; Gary Bartz Talks About Drug Use Among Jazz Greats von John Moultrie irockjazzmusictv. Preisträger: Gary Bartz Talks About Drug Use Among Jazz Greats von John Moultrie irockjazzmusictv
- ab 2015 nicht mehr vergeben

## Jazz-Album Art of the Year
- 2016: Kamasi Washington – The Epic (Brainfeeder, Foto von Mike Park)
- 2017: David Cowles: Cover Art für Bill Charlap Trio (Notes from New York, Impulse/Verve)
- 2018: Simon Grendene: Cover Art für Morphogenesis von Steve Coleman’s Natal Eclipse (Pi Recordings)
- 2019: nominiert: MAT JODRELL – ECHOES OF HARLEM  (NICHOLAS); JAMES BRANDON LEWIS/CHAD TAYLOR – RADIANT IMPRINTS (OFF RECORD); MAKAYA MCCRAVEN – UNIVERSAL BEINGS (INTERNATIONAL ANTHEM); Jamie Saft – Solo A Genova (RareNoise); Rafał Sarnecki – Climbing Trees (Outside In Music); David S. Ware Trio – The Balance (AUM Fidelity). Preisträger: Charles Henry Alston

für Echoes of Harlem von Mat Jodrell (Nicholas Records).

### A Team Awards (for activists, advocates, altruists, aiders and abettors of jazz)
- 2010: nicht vergeben
- 2011: Omrao Brown, Peggy Cafritz, John Gilbreath, Dr. Maitreya Padukone, Ed Reed, Mike Reed, Roger Spencer, Lori Mechem, Elynor Walcott und Söhne Paul, Frank and Lloyd Poindexter
- 2012[18]
- 2013 nicht vergeben

### Jazz Heroes
- 2012: Robin Bell-Stevens (Jazzmobile), Adrian Ellis (Lincoln Center)